# Henrik Nymann Eriksen
Henrik Nymann Eriksen (født 1965) er en dansk teolog. Han er afgående forstander på Luthersk Missionsk Højskole og har før været generalsekretær for Kristeligt Forbund for Studerende. Han er også kommende rektor for Dansk Bibelinstitut fra august 2022.

### Bøger
- Lykken er... (1996) ISBN 8774254421
- Jesus-mosaik (1996) ISBN 8772421614
- Fra tegn til tro - om tegnene i Johannesevangeliet (2001) ISBN 8772422378
- At lede mennesker - om kristent lederskab - Sven Harlov Madsen som medforfatter (2003) ISBN 8772422572
- Se min tjener! - messiasprofetier hos Esajas (2007) ISBN 9788772423012
- Hvem skabte Bibelen? - da kirken fik sin kanon (2011) ISBN 9788774257455
- Hinanden - indspil til en kristen menighedskultur (2013) ISBN 9788774257318
- Min elskede er min og jeg er hans - refleksioner over Højsangen (2015) ISBN 9788774257899
- Robust kristendom - tro håb og kærlighed (2018) ISBN 9788793725003
- Forvandlet ved at se - vejen til helliggørelse (2020) ISBN 9788772423890